# 6th Air Refueling Wing

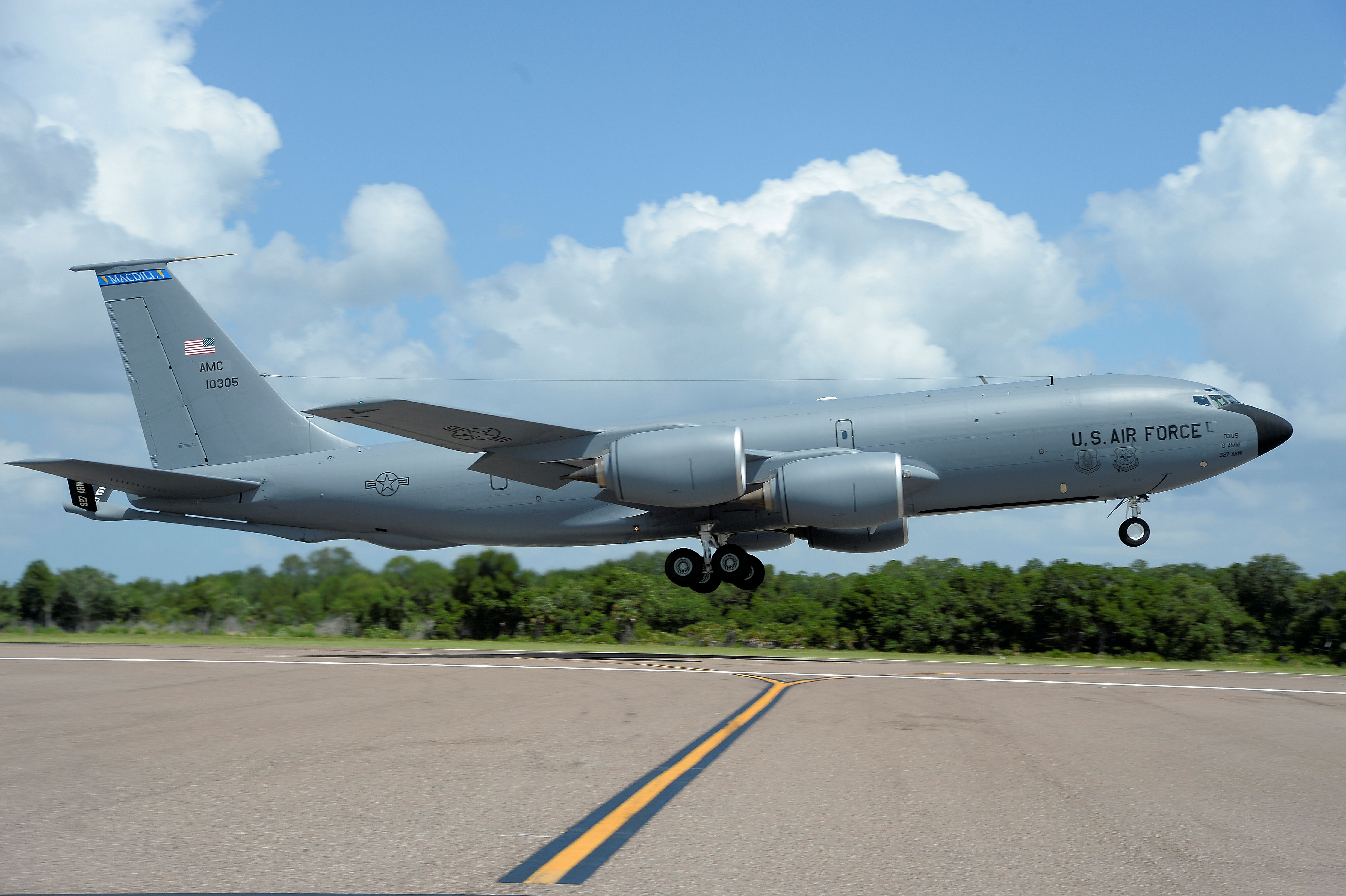
KC-135R del 91st ARS

Il 6th Air Refueling Wing è uno stormo di rifornimento aereo dell'Air Mobility Command, inquadrato nella Eighteenth Air Force. Il suo quartier generale è situato presso la MacDill Air Force Base, in Florida.

## Organizzazione
Attualmente, al 2024, esso controlla:
- 6th Operations Group
  - 6th Operations Support Squadron
  -  50th Air Refueling Squadron - Equipaggiato con 8 KC-135R
  -  91st Air Refueling Squadron - Equipaggiato con KC-135R.
All'unità è associato il 63rd Air Refueling Squadron, 927th Air Refueling Wing, Air Force Reserve Command
  -  99th Air Refueling Squadron, distaccato presso la Birmingham Air National Guard Base, Alabama e associato al 117th Air Refueling Wing, Alabama Air National Guard
- 6th Maintenance Group
  - 6th Aircraft Maintenance Squadron
  - 6th Maintenance Operations Squadron
  - 6th Maintenance Squadron
- 6th Medical Group
  - 6th Aerospace Medicine Squadron
  - 6th Dental Squadron
  - 6th Medical Operations Squadron
  - 6th Medical Support Squadron
  - 6th Aeromedical Evacuation Squadron
- 6th Mission Support Group
  - 6th Civil Engineer Squadron
  - 6th Communications Squadron
  - 6th Contracting Squadron
  - 6th Logistics Readiness Squadron
  - 6th Force Support Squadron
  - 6th Security Forces Squadron